# Estació de Mieres-Puente
L'estació de Mieres-Puente és l'estació de ferrocarril més important del municipi de Mieres, a Astúries.
Té serveis de llarga i mitjana distància i rodalia operats per Renfe. Es troba al punt quilomètric 120,3 de la línia Venta de Baños-Gijón d'ample ibèric.

## Serveis ferroviaris

### Rodalies
L'estació forma part de la xarxa de Cercanías Asturias integrant-se en la línia C-1.

### Mitjana Distància
| Línia MD | Trens    | Origen/Destinació |  | Destinació/Origen       |
| -------- | -------- | ----------------- |  | ----------------------- |
| 24       | Regional | Gijón             |  | Valladolid-Campo Grande |

### Llarga Distància
| Tren  | Origen/destinació | Parades Intermèdies | Destinació/origen | Observacions                 |
| ----- | ----------------- | --- | ----------------- | ---------------------------- |
| Alvia | Gijón             | Oviedo · Mieres-Puente · Pola de Lena · León · Sahagún · Palència · Valladolid-Campo Grande · Segovia-Guiomar · Madrid-Chamartín · Madrid-Atocha · Cuenca-Fernando Zóbel · Albacete-Los Llanos · Villena AV                                                    | Alacant-Terminal  | 1 tren diari per sentit      |
| Alvia | Gijón             | Oviedo · Mieres-Puente · Pola de Lena · León · Palència · Valladolid-Campo Grande · Madrid-Chamartín · Madrid-Atocha · València-Joaquim Sorolla · Sagunt · Castelló de la Plana · Benicàssim                                                                   | Orpesa            | 6 trens setmanals per sentit |
| Alvia | Gijón             | Oviedo · Mieres-Puente · Pola de Lena · La Robla · León · Sahagún · Palència · Burgos-Rosa de Lima · Miranda de Ebro · Vitòria · Pamplona · Tafalla · Tudela de Navarra · Saragossa-Delicias · Lleida Pirineus · Camp de Tarragona                             | Barcelona-Sants   | 6 trens setmanals per sentit |
| Alvia | Gijón             | Oviedo · Mieres-Puente · Pola de Lena · León · Sahagún · Palència · Valladolid-Campo Grande · Segovia-Guiomar | Madrid-Chamartín  | 3/4 trens diaris per sentit  |
| Alvia | Gijón             | Oviedo · Mieres-Puente · León · Sahagún · Palència · Valladolid-Campo Grande · Madrid-Chamartín · Madrid-Atocha · Ciudad Real · Puertollano · Córdoba Central · Sevilla-Santa Justa · Jerez de la Frontera · El Puerto de Santa María · San Fernando-Bahía Sur | Cádiz             | 1 tren diari per sentit      |